# Джонстон, Фрим Уильям
Уильям Фрим Джонстон (англ. William Freame Johnston) (29 ноября 1808 — 25 октября 1872) — 11-й губернатор Пенсильвании с 1848 по 1852, юрист по образованию. Джонстон стал окружным прокурором в округе Уэстморлэнд в возрасте 21 года в 1829 году. Он был избран в Законодательное Собрание штата Пенсильвании и перешёл из Демократической партии к партии Вигов в 1847 году, чтобы баллотироваться в Сенат штата Пенсильвания.
Джонстон родился 29 ноября 1808 года в Гринсбурге, штат Пенсильвания. Его родители — Александр Джонстон и Элизабет Фрим Джонстон, чей отец родился в Белфасте. В 1832 году Уильям женился на Мари Энн Монсиех, в результате чего пара имела пять сыновей и две дочери.
Он был назначен председателем Сената парламента в 1848 году. После отставки губернатора Фрэнсиса Шунка Уильям вступил в должность губернатора. Хотя из-за перехода Джонстон мог бы задержать запланированные октябрьские выборы, он решил продолжать и был избран, победив демократического кандидата Морриса Лонгстрета с разницей всего 297 голосов. Хотя он был частью партии свободной земли фракции Вигов против рабства, Джонстон столкнулся с Федеральным законом о беглых рабах.
В 1856 году выдвигался против рабства на пост вице-президента, но позже был вынужден отказаться в пользу Уильяма Л. Дейтона, представителя республиканской партии Соединённых Штатов Америки.